# Атмажитова, Людмила Михайловна
Людмила Михайловна Атмажитова (в девичестве Новикова; 5 декабря 1936, Касли, Челябинская область — 10 октября 1999, село Воскресенское, Каслинский район Челябинской области) — Герой Социалистического Труда.

## Биография

### Детство
Мать Новикова (в девичестве Медведева) Валентина Андреевна (1918—1998), отец Новиков Михаил Фёдорович (1917—1942). После того, как отец пропал без вести на фронте, мать переехала с 2 детьми (Людмила и Николай 1938 г.р.) в родное село Воскресенское Челябинской области. С 1945 года по 1952 год училась в Воскресенской семилетней школе.

### Трудовая деятельность
В 1953 году начинает трудовую деятельность. Работала на обогатительной фабрике в посёлке Вишневогорск. В 1955 году возвращается в село Воскресенское и устраивается работать дояркой. До 1961 года коров доили вручную. Норма подоить 20-25 коров за смену.

#### Трудовой подвиг
За высокие производственные показатели Людмила Михайловна неоднократно поощрялась. В 1971 году награждена орденом Трудового Красного Знамени, а в 1973 году Верховным Советом СССР присвоено звание Героя Социалистического Труда, а её напарница, Трухина Валентина Николаевна, награждена орденом Трудового Красного Знамени.

### Награды
В 1973 и в 1974 годах ей были вручены бронзовые медали ВДНХ. Неоднократно была призёром районных и областных соревнований операторов машинного доения. Избиралась депутатом районного и областного Совета трудящихся.

### Личная жизнь
В 1954 году выходит замуж за Атмажитова Александра Петровича (1928—1987). Воспитала двоих детей: сына Михаила (1955 г.р.) и дочь Татьяну (1960 г.р.).
Похоронена на кладбище в с. Воскресенское Каслинского района Челябинской области.